# Bradford-on-Avon
Bradford-on-Avon er en by i det vestlige Wiltshire i England, beliggende i Avondalen ved Avonfloden ca. 13 kilometer sydøst for Bath. Byen har et indbyggertal på ca. 9.300  og havde  tidligere en omfattende tekstil-industri.
Byen er et populært turiststed, med mange historiske bygninger og kanaler.
Byens historie kan spores tilbage til romertiden

### Fodnote
1. ↑  "Bradford on Avon Census Information". Arkiveret fra originalen 2. april 2015. Hentet 7. november 2011.

51°20′49″N 2°15′04″V / 51.3469°N 2.251°V